# Свинцов, Пётр Васильевич
Петр Васильевич Свинцов (? — 1840-е (?)) — русский скульптор и медальер, академик Императорской Академии художеств.

## Биография
Воспитывался в Академии художеств. В 1808 году получил серебряную медаль за лепку с натуры, в 1809 году — вторую серебряную медаль, в 1810 году — ещё одну (на тот момент обучался в медальерном классе). В том же 1810 году на золотую медаль ему была задана программа (тема): «представить поход под Казань царя Ивана Васильевича, где российские войска на безводных степях, изнуренные жаждою и зноем, претерпевают ужасные бедствия. Два воина, нашедши воду, принесли оную в шлемах своих к царю; но Иоанн отдает её наиболее изнемогшему воину и сам напаивает его». За успешное исполнение этой программы Свинцов получил золотую медаль 2-й степени. В 1812 году он получил золотую медаль 1-й степени за программу «Нижегородский гражданин Козьма Минин, склоняющий сердца сограждан к пожертвованию всего имущества на спасение Отечества», и в том же окончил Академию с аттестатом 1-й степени.
В 1817 году был оставлен при Академии специалистом «по медальерному художеству» (медальером).
В следующем, 1818 году, Свинцов получил должность медальера на Санкт-Петербургском монетном дворе. Кроме «медальерного художества», занимался скульптурой. При создании проектной модели Исаакиевского собора (1820—1821) за скульптурные украшения модели отвечал Свинцов.
В 1827 году Свинцов подал министру народного просвещения адмиралу Шишкову прошение, больше напоминающее кляузу, в котором просил запретить людям, не окончившим Академию художеств, работать скульпторами и выполнять лепные работы при украшении зданий. Министр, ознакомившись с прошением, перенаправил его на рассмотрение непосредственно в Академию художеств, которая сочла самодеятельную инициативу Свинцова «несправедливой и вредной для развития художеств в нашем Отечестве».
Заботясь о защите от конкурентов административными методами, Свинцов при этом не был хорошим скульптором. Например, когда он сделал несколько фигур для Зимнего дворца и, по тогдашней традиции, представил их государю, оставляя и сам факт оплаты, и её размер всецело на Высочайшее усмотрение, Николай I в ответ заявил: «(фигуры) столь дурно сделаны, что не только не заслуживают никакой оплаты, но даже стыдно должно было быть ему (Свинцову) и представить оные». Часть статуй (для украшения Нового Эрмитажа) Свинцов выполнил по рисункам баварского архитектора фон Кленце, однако тот, осмотрев их лично, нашёл их негодными. Несмотря на это, Свинцову всё-таки удалось «пристроить» часть своих работ в Исаакиевском соборе и в Эрмитаже (среди них дореволюционный словарь РБС упоминает скульптуры «Рембрандт» (1847) и «Слава» (1846)).
В 1821 году поэт и государственный деятель И. И. Дмитриев, через литератора П. П. Свиньина обратился к Свинцову и заказал ему бюст императора Александра I из каррарского мрамора лично для себя. Переписка Дмитриева и Свиньина по поводу бюста длилась почти три года, однако Свинцов так и не выполнил заказ.
Карьера Свинцова в качестве медальера складывалась более удачно: не только его работа на Монетном дворе, но и исполненные им рельефы и орнаменты ценились публикой и получали её одобрение, в отличие от скульптур.
В качестве мастера рельефов, Свинцов участвовал в создании скульптурного оформления Александровской колонны в Санкт-Петербурге, выполнив, совместно со скульптором Леппе, барельефы по рисункам Монферрана. Также Свинцов и Леппе исполнили барельефы «Закон Божий», «Закон Естественный» и «Закон Гражданский» на здании Сената и Синода.
Умер Свинцов, по-видимому, в конце 1840-х годов.